# Nestflüchter
Nestflüchter bezeichnet Jungtiere aus der Gruppe der Wirbeltiere, die – frisch geschlüpft oder neugeboren – „mit mehr oder minder voll entwickelten Sinnesorganen“ in der Lage sind, „der Mutter beziehungsweise den Eltern schon nach kurzer Zeit aktiv zu folgen.“ Nestflüchter können demnach im Gegensatz zu Nesthockern bereits kurz nach dem Schlüpfen bzw. nach der Geburt sehen, hören und sich fortbewegen. Sie sind in der Lage, sich schon am ersten Lebenstag selbständig ein Stück vom Nest zu entfernen, finden sich in der Umgebung zurecht und können auch eigenständig Nahrung aufnehmen. Säugetiere, die Nestflüchter sind, wie z. B. Meerschweinchen oder Huftiere, werden zwar gesäugt, sie können aber schon am ersten Lebenstag mit der Mutter mitlaufen. Vögel, die Nestflüchter sind, werden in den ersten Lebenswochen von den Elterntieren beschützt und gewärmt. Sie ernähren sich von Anfang an selbständig.
Zu den als Nestflüchter bezeichneten Vogelgruppen gehören unter anderem Enten, Gänse, Hühnervögel, Rallen und Watvögel (Limikolen). Zu den Nestflüchtern zählen ferner die Reptilien, die ihre Eier nicht brüten und deren Jungtiere voll ausgereift schlüpfen. Eine Stellung zwischen Nestflüchtern und Nesthockern nehmen Platzhocker ein, die zwar relativ weit entwickelt zur Welt kommen, jedoch ihre ersten Lebenstage im Nest verbleiben und von den Eltern gefüttert werden. Man geht davon aus, dass das Bodenleben Nestflüchter begünstigt, wohingegen baumlebende Tiere häufig Nesthocker sind.
Klaus Immelmann und Christa Meves weisen in Grzimeks Tierleben darauf hin, dass Nestflüchter „vielfach keine oder nur eine sehr unvollständige angeborene Kenntnis erwachsener Artgenossen“ besitzen. „Sie folgen daher zunächst nahezu jedem sich bewegenden Gegenstand, prägen sich dessen Merkmale sehr rasch ein und beschränken ihre Nachfolgereaktionen anschließend nur noch auf dieses eine Objekt. Gewöhnlich ist das erste sich rasch bewegende Objekt, das der eben geschlüpfte Jungvogel erblickt, natürlich die eigene Mutter.“ Diese Form des Lernens wurde erstmals 1911 von Oskar Heinroth wissenschaftlich beschrieben, ab den 1930er-Jahren auch von Konrad Lorenz erforscht und wird als Nachfolgeprägung bezeichnet.
Die Bezeichnung Nestflüchter wurde von dem Biologen Lorenz Oken geprägt, der zur leichteren Verständlichkeit für Laien beitragen wollte; andere Sprachen verwenden hierfür aus dem Lateinischen stammende Fachbegriffe wie das englische precocial.

## Belege
1. 1 2 3  Klaus Immelmann und Christa Meves: Prägung als frühkindliches Verhalten. Kapitel 24 in: Klaus Immelmann: Grzimeks Tierleben, Ergänzungsband Verhaltensforschung. Kindler Verlag, Zürich 1974, S. 338.
2. ↑  Helene Böhme: Nesthocker, Nestflüchter & Platzhocker. Vogel und Natur, 16. April 2013, abgerufen am 17. März 2024.
3. ↑  Hansjörg Hemminger, Evelin Kirkilionis: Nestflüchter. In: Lexikon der Biologie. Spektrum Akademischer Verlag, 1999, abgerufen am 17. März 2024.
4. ↑  Oskar Heinroth: Beiträge zur Biologie, namentlich Ethologie und Psychologie der Anatiden. In: Verhandlungen des V. Internationalen Ornithologen-Kongresses in Berlin, 30. Mai bis 4. Juni 1910. Deutsche Ornithologische Gesellschaft, Berlin 1911, S. 589–702, (hier: S. 633 f.) Volltext (hier: S. 71 f.)
5. ↑  Uta Henschel: Porträt Lorenz Oken: Ein Forscher wird entdeckt. In: Geo-Magazin, April 2001, S. 158–176.